# Повешение (фильм)
«Пове́шение» (англ. An Execution by Hanging) — немой короткометражный документальный фильм кинокомпании American Mutoscope & Biograph Company, демонстрирующий повешение преступника. Премьера состоялась в июле 1898 года.

## Сюжет
В фильме «Повешение» показана казнь чёрного мужчины-заключённого в тюрьме Джексонвиля. Каталог кинокомпании описывает фильм как «очень страшный, но с очень интересным сюжетом». Вот как в каталоге описан сюжет фильма. «Преступник поднимается на виселицу в сопровождении нескольких священников. Потом палач поправляет чёрный колпак и петлю на шее заключённого. Из под ног преступника убирают перекладину, и его дрожащее тело повисает в воздухе.» Amy Louise Wood, автор книги Lynching and Spectacle: Witnessing Racial Violence in America, 1890-1940, предполагает, что фильм был достаточно популярен, поэтому его описание сохранилось в каталоге кинокомпании за 1902 год.

## История
Скорее всего, заключённым в фильме был Эдвард Хейнсон (англ. Edward Heinson), осуждённый за нападение на 14-летнюю белую девушку. Казнь была закрытой, но, как сообщала одна из местных газет, многие люди, в особенности дислоцировавшиеся в городе военные, «требовали присутствия на ней». В результате «толпа заполнила весь тюремный двор». Когда тело Хейнсона было сброшено, «ничем не сдерживаемая масса людей подалась вперёд», на что полицейский потребовал от зрителей: «Джентльмены, отойдите назад, вы присутствуете при смерти. По вашим действиям можно подумать, что вы никогда не видели убийства быка.» В фильме не показаны последние слова Хейнсона, в которых он сказал о своей невиновности, но при этом заявил, что «полностью готов к повешению», потому что «его душа спасётся, и он освободится от всех своих грехов».